# Eustomias inconstans
Eustomias inconstans és una espècie de peix de la família dels estòmids i de l'ordre dels estomiformes.

## Morfologia
- Els mascles poden assolir 16,4 cm de longitud total.[3][4]

## Hàbitat
És un peix marí i d'aigües profundes que viu fins als 1.100 m de fondària.

## Distribució geogràfica
Es troba a Oahu (Hawaii).